# Merdiban
Il merdiban era un metodo contabile utilizzato dall'Impero ottomano, dall'Impero abbaside e dall'Ilkhanato, soprattutto per la registrazione dei pagamenti e delle passività fiscali.

## Etimologia
La parola "merdiban" deriva da "merdiven", una parola di origine persiana, che significa "scala". Gli stessi ottomani chiamavano generalmente questo metodo muhasebe usulü (metodo di contabilità).

## Storia
Le tecniche contabili abbaside furono ereditate dall'Ilkhanato e poi dall'Impero ottomano e abbracciarono diversi secoli fino all'adozione della moderna contabilità in partita doppia dopo il periodo riformistico del Tanzimat.
Il merdiban ebbe origine nel califfato abbaside. Il primo probabile esempio è stato trovato in un documento governativo dell'VIII secolo.  Dopo la conquista di Baghdad da parte delle forze mongole nel 1258, molti funzionari persiani e arabi furono impiegati dall'Ikhanato. Poiché i mongoli mancavano di forti istituzioni statali, vennero adottati i sistemi locali, comprese le tecniche contabili. Per esempio, gli Abbasidi avevano una sorta di registro giornaliero chiamato Defter-ul Yevmiye e l'Ilkhanato adottò lo stesso tipo di libro mastro quotidiano ma chiamandolo Ruznamce. (Il successivo ruznamçe ottomano era simile).
Ghazan Khan (1295–1304) realizzò delle riforme fiscali che guidarono una tenuta dei registri più dettagliata e, conseguentemente, un ulteriore sviluppo delle tecniche contabili. La tenuta fiscale dei registri centralizzata era divisa in base alle province e ogni gruppo si riferiva a un katip (che corrisponde all'incirca a "impiegato"), lo stesso titolo utilizzato nello stato abbaside. Il termine "katip" continuò ad essere usato per descrivere i contabili ottomani, sebbene il loro titolo ufficiale fosse halife. Il Risale-i Felekiyye, scritto nel 1363 da Abdullah bin Muhammad bin Kiya Al-Mazandarani, era un manuale di contabilità ed è una fonte importante per gli storici moderni. La tecnica illustrata nel Risale iniziò ad assomigliare a un primo tentativo grezzo di contabilità in partita doppia, ma sono poche le prove che ciò abbia influenzato lo sviluppo della moderna contabilità in partita doppia in Italia.
È possibile che altri stati abbiano utilizzato sistemi contabili basati su merdiban, ma le prove documentali risultano scarse.

## Metodo
Nell'Impero ottomano, la contabilità non veniva insegnata sistematicamente nelle madrasa o in altre scuole ma era invece impartita sulla base del maestro-apprendista sul posto di lavoro, in particolare nell'Hazine-i Amire (ministero delle finanze). Pertanto, sono pochi i documenti di istruzione di quest'epoca.
Il merdiban era nominato a causa della sequenza discendente in cui erano registrati gli importi: un totale in alto, e poi i singoli elementi in basso. In genere, l'ultima lettera della prima parola in una voce sarebbe stata estesa su tutta la linea da sinistra a destra, fungendo da separatore tra le voci.
Il mediban era solitamente registrato in caratteri siyakat, una scorciatoia dell'alfabeto arabo, e una forma di testo specializzata e condensata, quasi stenografica, che veniva utilizzata laddove gran parte del contenuto era numerico. Il siyakat era così ampiamente associato ai documenti contabili e fiscali da diventarne un sinonimo.